# Вендетта (альбом)
«Венде́тта» — четвертий студійний альбом російської співачки Земфіри. Презентований 1 березня 2005 року і став першим релізом виконавиці у сольному статусі. Запис альбому здійснювався протягом 2004 і 2005 років у співпраці із Ігорем Вдовіним, Корнієм, Владом Креймером, Олегом Пунгіним і Юрієм Цалером. Первісною концепцією було створення авангардного електронного запису, але пізніше Земфіра втомилася від роботи зі звуком і додала в альбом багато рок-композицій, які були записані в останні два місяці роботи над платівкою. Спочатку диск планувалося назвати «Нафта», але за декілька днів до його виходу співачка змінила назву.
«Вендетта» стала експериментальним записом, одну частину якого склали електронні композиції, а іншу — рок-пісні. У жанровому відношенні диск включає також хард-рок, тріп-хоп, бритпоп, диско і синті-поп. Земфіра описала його звучання як еклектичне. Тематично альбом був названий дуже особистим, інтимним і відвертим. Сама Земфіра описала пластинку, як «період нерозуміння», протягом якого вона «щось шукала».
«Вендетта» була позитивно оцінена більшістю музичних критиків, які назвали його другим «злетом» Земфіри після її дебютного альбому. З пластинки було випущено два успішних радіохіти — «Небомореоблака» і «Прогулка», — які потрапили в найкращу п'ятірку російського радіочарту. Сингл «Итоги» досяг 22-го місця в чарті.
«Вендетта» отримала нагороду «Рекордъ» 2006 року і була визнана найбільш продаваним диском 2005 року в Росії. Проданий тираж, за різними даними, становить від 250 до 500 тисяч примірників. На підтримку альбому Земфіра виступала на фестивалі «Максидром» в 2004 і 2005 роках, а також в 2005 році провела концертний тур.

## Передісторія і запис альбому

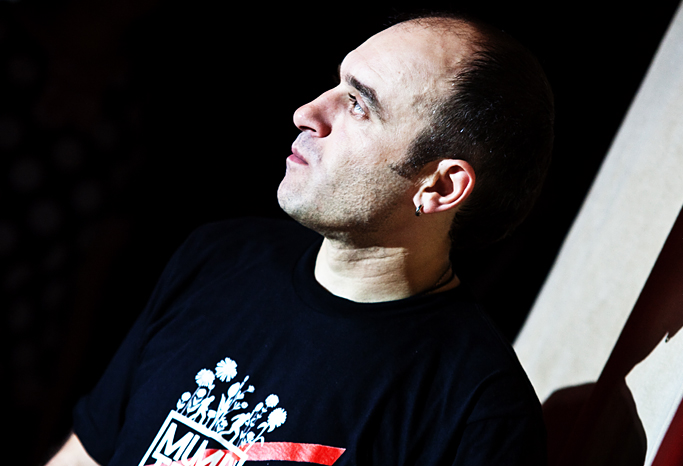
Олег Пунгін («Мумій Тролль») виконав партії ударних в альбомі

У 2004 році Земфіра працювала над записом саундтреку до фільму Ренати Литвинової «Богиня: как я полюбила». У цей час почалася співпраця співачки з композитором і аранжувальником Ігорем Вдовіним. Сама артистка говорила, що познайомилася із Вдовіним задовго до спільної роботи, коли проходили її концерти в Санкт-Петербурзі. Першим підсумком співпраці стала пісня «Любовь как случайная смерть», яка увійшла в саундтрек до фільму. Розповідаючи, як проходило створення композиції, Земфіра відзначила, що у неї неоднозначне ставлення до даної роботи: «Мені стало цікаво, як це, в принципі, робиться — коли Ігор видав гармонію, а мені залишалося лише написати мелодію і текст. В результаті йому б я поставила чотири з плюсом, а собі — три. Взагалі мені здається, що Ігор краще працює сольно», — говорила Земфіра. Незважаючи на те, що перший досвід співпраці співачку не влаштував, Ігор був згодом залучений до роботи над новим диском. Земфіра пояснювала, що до цього Вдовін дав їй прослухати свій альбом «Гамма» і вона, під враженням від почутого, сказала: «Так, Ігоре, як тільки у мене з'явиться пісня, я тобі її привезу. Так, я дуже б хотіла з тобою попрацювати».
Початковою ідеєю було створення авангардної електронної пластинки, на якій Земфіра виступила б скоріше як запрошена вокалістка, але пізніше ця концепція була відкинута. 
Запис альбому проходив аж до останніх днів перед релізом платівки. Крім Земфіри над ним працювали Ігор Вдовін, Корній, Юрій Цалер і Олег Пунгін. Співачка зазначала, що вона дозволила собі багато експериментів і часто сперечалася з видавцями щодо запису. Земфіра зізналася, що деякі пісні робилися спеціально саме в такому ключі, щоб їх не взяли на радіо. Також Земфіра виділила те, що на «Вендетті» проявилася її унікальна мелодика. "…У мене, Земфіри, є своя мелодика. Це якісь ходи, хімічні реакції в голові, особисті уявлення про мелодику, вони не можуть трансформуватися. Почерк, якщо хочеш. І ще один важливий момент: я залишила багато голосів, які заспівала вдома та відмовилася переспівувати в студії. Я так хочу — і вважаю, що маю таке право. Що стосується аранжувань, то з ними все має бути гаразд. З одного боку, Ігор — дуже сильний аранжувальник, з іншого боку «Мумій Троль» — дуже перевірені артисти ", — пояснювала співачка.

## Назва альбому і реліз
В інтерв'ю програмі «Аргентум» на радіостанції «Ехо Москви» Земфіра розповіла, що робочою назвою альбому протягом півроку була «Нафта», але буквально за кілька днів до релізу співачка почула слово «вендетта» у фільмі «Справжня любов» і вирішила змінити назву. За її словами, якби назва не «прийшла» до неї, вона б залишила колишню назву, але слово «вендетта» подобається їй більше. Вона описувала його як «красиве і сильне» і відзначала, що воно більше «клеїться» до пластинки.
1 березня відбувся реліз «Вендетти» та його презентація в Москві, в галереї Art-Play.

## Тематика альбому
Сама Земфіра говорила лише те, що «Вендетта» більше побудована на настрої пісень, який вона намагалася максимально зберегти під час запису. Критики пізніше назвали альбом дуже особистим і відвертим. На Music.com.ua відзначали, що "Земфіра залишається майстринею пронизливих ліричних одкровень, тільки вони трішки подорослішали, пом'якшилися, скинули колючки категоричності і проросли потеплілими інтонаціями. По-новому задумлива, зосереджена, відчуває кожен стан до дна, досліджує стилістичні та емоційні крайнощі — такою постає Земфіра ".

## Список композицій
Автор музики і слів Земфіра Рамазанова. Як співавтор пісні «Любовь как случайная смерть» вказано Ігоря Вдовіна. 
| #   | Назва                       | Автор             | Тривалість |
| --- | --------------------------- | ----------------- | ---------- |
| 1.  | «Небомореоблака»            |                   | 3:37       |
| 2.  | «Дыши»                      |                   | 4:10       |
| 3.  | «Итоги»                     |                   | 3:18       |
| 4.  | «Так и оставим»             |                   | 4:11       |
| 5.  | «Самолёт»                   |                   | 2:27       |
| 6.  | «Дай мне руку (я пожму её)» |                   | 3:32       |
| 7.  | «Блюз»                      |                   | 3:28       |
| 8.  | «Прогулка»                  |                   | 4:14       |
| 9.  | «Друг»                      |                   | 3:22       |
| 10. | «Жужа»                      | Марина Абросімова | 4:51       |
| 11. | «Малыш»                     |                   | 2:50       |
| 12. | «Повесица»                  |                   | 3:48       |
| 13. | «Красота»                   |                   | 3:11       |

- Бонус-треки

| #   | Назва                | Тривалість |
| --- | -------------------- | ---------- |
| 14. | «Разные (все такие)» | 2:56       |
| 15. | «Jim Beam (Уфа '97)» | 2:23       |

- Бонус-треки (Подарункове видання)

| #  | Назва                                                                       | Співавтор   | Тривалість |
| -- | --------------------------------------------------------------------------- | ----------- | ---------- |
| 1. | «Любовь как случайная смерть» (саундтрек до фільму «Богиня: як я покохала») | Ігор Вдовін | 5:25       |
| 2. | «Небомореоблака» (radio edit)                                               |             | 3:25       |